# Helene Kirschke

Prinzessin Zahai Tafari (Vorderseite der Zeitschrift Jugend, München 1931/Nr. 5, Zeichnung Helene Kirschke)

Buchcover: Luana, das Märchen von der silbernen Kugel. Mit Zeichnungen von Helene Kirschke

Schneebedeckte Berge (Helene Kirschke, Öl auf Leinwand)

Helene Kirschke (* 2. März 1892 in Werdohl; † 1945 in Danzig) war eine deutsche Malerin, Grafikerin und Buchillustratorin.

## Leben und Werk
Helene Kirschke studierte an den Kunstakademien München und Stuttgart, zuletzt bei Heinrich Altherr. Nach 1933 siedelte sie von Stuttgart nach Danzig um.
Helene Kirschke illustrierte Kinderbücher wie Luana – Das Märchen von der silbernen Kugel von Helene Berthold (Stuttgart 1925. Verlag D. Gundert), Die Königsmaus. Mit Federzeichnungen von Helene Kirschke von Martha Fromme (Stuttgart 1927. Verlag D. Gundert) oder Der kleine Herzog oder Richard ohne Furcht von Charlotte Mary Yonge (1823–1901), Stuttgart 1919 (Steinkopf). Sie illustrierte auch Das alte Haus – Ein Geschichtenbuch für Kinder von Wilhelm Matthießen in der Ausgabe des Freiburger Herder-Verlages von 1930.
Helene Kirschke nahm sich gegen Ende des Zweiten Weltkriegs in Danzig das Leben.

## Ausstellungsteilnahmen (Auszug)
- 1923 Stuttgarter Sezession (Ausstellungsstücke nicht zu rekonstruieren)[1]
- 1924 Stuttgarter Sezession (Verlassenes Weib)[1]
- 1926 Stuttgarter Sezession (u. a. Stuttgart im Schnee, Verschneites Städtchen, Selbstbildnis)[1]
- 1927 Stuttgarter Sezession (Volksfest, Winter, Hochofen)[1]
- 1928 Stuttgarter Sezession (Verlassenes Weib)[1]
- 1931, 1932 Juryfreie Künstlervereinigung Stuttgart[1]
- 1932 Stuttgarter Sezession (Alexandra Nicolajewna, Oberbürgermeister Dr. P. Stettin)[1]